# Нижне-Амударьинский государственный биосферный резерват
Нижне-Амударьинский государственный биосферный резерват — биосферный резерват в Узбекистане.
Основан в 1971 году как заповедник «Бадай-Тугай» площадью 5929 га в пойме реки Амударьи. В 2011 году на базе заповедника и дополнительных территорий создан Нижне-Амударьинский государственный биосферный резерват площадью 68 717,8 га, из которых заповедная зона составляет 11 568,3 га. Цели резервата — охрана тугайных лесов в дельте Амударьи, проведение научных исследований, охрана культурных ценностей, социально-экономическое развитие региона. На территории резервата произрастают 167 видов высших растений (туранга, спаржа персидская), обитают более 20 видов рыб (большой и малый амударьинские лопатоносы), 13 видов рептилий, 91 вид птиц (хивинский фазан), 58 видов млекопитающих (кабан, заяц, степной кот). В 1976 году под руководством первого директора заповедника В. П. Лима началась реакклиматизация бухарского оленя, и в настоящее время в резервате обитает крупнейшая в мире популяция бухарского оленя. Резерват сталкивается с серьёзными экологическими проблемами из-за нехватки воды, нехватки территории для бухарского оленя и расположенного рядом цементного завода, который является источником загрязнения воздуха. В 2021 году ЮНЕСКО включила резерват во Всемирную сеть биосферных заповедников.